# Charles Kanaʻina
Charles Kanaʻina (Napoopoo, o. 1801. - Honolulu, Oahu, 13. ožujka 1877.) bio je havajski plemić, otac kralja Lunalila.

## Biografija

### Rođenje i obitelj
Charles je rođen oko 1801. godine.
Prema nekima je bio sin poglavice Eije Kamakakaualiija i Kauwe Palile.
Prema drugoj teoriji, njegovi su roditelji bili Kapalahaole i Kaumaka-o-Kapaa.
Bio je nazvan po Kalanimanokahoowahi, poglavici koji je navodno ubio Jamesa Cooka.
Na havajskom ka naʻina znači "osvajajući".

### Brak
Kanaʻina je oženio kraljicu Kekāuluohi, koja je bila supruga dvojice kraljeva, a uzela si je kršćansko ime. Usvojili su svoju nećakinju Kalamu.
Njemu se rodio sin koji je postao kralj - Lunalilo.
Umro je 13. ožujka 1877. godine u Honoluluu na Oahuu.